# Ryūkichi Inada
Ryūkichi Inada 稲田龍吉 (Inada Ryūkichi?) (1874 – 1950) è stato un medico giapponese.
Professore di clinica medica a Tokyo, studiò assieme a Yuta Ka Ido il morbo di Weil allora noto anche come ittero febbrile ricorrente, individuandone nel 1914 la causa in un microrganismo: la Leptospira ictero-haemorra-giae. Il morbo ha preso in seguito il nome di leptospirosi ittero-emorragica.